# ماري سيدون
مريم سيدون (1783) كانت سارقة إنجليزية.

## القضية
في عام 1783 أدينت سيدون بسرقة لحم الخنزير. وحكم عليها أن بالجلد الشديد في مكان عام بحضور الإناث فقط ولقد كانت هذه الحادثة نقطة تحول في القضايا الإنجليزية بخصوص الجلد العنيف العام وعلامة على بداية نهج أكثر احترافية من قبل الشرطة بخصوص العقوبات.